# Sérgio Lopes (futebolista)
Sérgio Gonçalves Lopes, mais conhecido como Fita Métrica (Osasco, 11 de janeiro de 1941 — Florianópolis, 5 de agosto de 2024), foi um futebolista e treinador brasileiro que atuou como meia.

## Carreira

### Primeiros anos
Sérgio Lopes começou a jogar nas categorias de base do São Paulo em 1957.
Em 1961 o Internacional foi buscá-lo nos juvenis do São Paulo, por empréstimo. Sua estreia ocorreu em 11 de maio de 1961. Alto e habilidoso, Sérgio Lopes era chamado por seus companheiros como “Fita Métrica”, não só pela estatura, mas também graças a seus passes certeiros.
Na primeira temporada no colorado alternou a reserva e a titularidade. Sérgio Lopes começou a temporada de 1962 como titular, no Campeonato Sul-Brasileiro, inclusive marcando o gol colorado no Grenal  do 1º turno, que terminou 1x1. No Campeonato Gaúcho de Futebol de 1962 foi um dos principais jogadores colorados.
Entretanto, o jogador pediu e obteve a rescisão de contrato alegando não estar feliz no Rio Grande do Sul. A saída foi conturbada e o presidente do Internacional, Luis Fagundes de Mello, acusou o jogador de ser "Irresponsável ou paspalhão" por pedir a rescisão do contrato. Em 31 de outubro de 1962 o jogador rescindiu o contrato com o Internacional, retornando ao São Paulo. Sua última partida ocorreu em 21 de outubro, quando o Internacional venceu o Cruzeiro por 2x1 e classificou-se para a semifinal da Taça Brasil.
A saída de Sérgio Lopes desandou o time do Internacional. O Colorado foi eliminado pelo Botafogo na semifinal da Taça Brasil e, depois de perder três partidas consecutivas, deixou escapar o título praticamente ganho do Campeonato Gaúcho de Futebol de 1962.
Na imprensa gaúcha já circulavam boatos de que Sérgio Lopes estaria acertado com o Grêmio, quando o atleta saiu do Internacional. O presidente do Internacional, Luis Fagundes de Mello, alertou: "Mas daí ele conhecerá a força da torcida colorada, que não o poupara".
Mas ele passaria a temporada de 1963 em São Paulo. Pelo tricolor do Morumbi, Sérgio Lopes disputou apenas 13 partidas. Foram 9 vitórias, 1 empate, 3 derrotas e 1 gol marcado.

### Grêmio
Sérgio Lopes foi contratado pelo Grêmio em 1964 por 5 milhões de cruzeiros.
O jogador se destacou no Tricolor e seguiu no clube até o ano de 1970. Em seu período pelo Grêmio, Sérgio foi pentacampeão gaúcho (1964, 1965, 1966, 1967 e 1968) formando dupla de meio campo com Cléo Muratore de Souza. Atuou com outros ídolos históricos do clube como Airton Ferreira da Silva, Jorge Ortunho, João Carlos Severiano, Paulo Lumumba e Alcindo Martha de Freitas
Começou a perder espaço em 1969, quando o treinador Sérgio Moacir encostou alguns medalhões como Sérgio Lopes e Jadir para lançar novos jogadores num processo de "juvenilização".  Sérgio Moacir se justificou: "Em 68 o Grêmio conquistou o hepta, mas estava com uma média de idade avançada. O seu meio de campo era formado por Cléo, Sérgio Lopes e Joãozinho, que somavam 90 anos de idade. No ano seguinte optei por Julio Amaral, Adilson e Paíca, com média de 22 anos. O Inter foi campeão, é verdade, mas nós perdemos o título de forma invicta.  Em 1970, Carlos Froner fez voltar os medalhões, mas a equipe não rendeu.
Em sete temporadas de Sérgio Lopes, o Grêmio disputou 389 jogos e o atleta esteve presente em 314.

### Aposentadoria
Finalmente deixou o Grêmio em 1971, ao firmar contrato com o Athletico Paranaense. No ano seguinte foi emprestado para a Portuguesa.
Em 1973 Sérgio Lopes defendeu o Sampaio Correa, antes de voltar ao Sul para encerrar sua carreira no Figueirense. Conquistou o campeonato catarinense de 1974 e atuou na equipe entre 1974 e 1976. 

### Treinador
Como treinador, Sérgio Lopes orientou diversos clubes pelo país, especialmente na região sul do Brasil.
Em 1990, Sérgio Lopes entrou para a história do Figueirense por ter sido o primeiro ídolo a ser campeão como jogador e treinador pelo clube ao conquistar o Campeonato Catarinense.
Segundo o jornalista Roberto Thomé, eventualmente levava jogadores que descobria em Santa Catarina para o Grêmio, como teria sido o caso de Valdo.

## Morte
Sérgio Lopes morreu no dia 5 de agosto de 2024, aos 83 anos. Ele estava internado em um hospital de Florianópolis, onde tratava complicações em decorrência de Alzheimer e um câncer.

## Títulos

### Como jogador
São Paulo
- Campeonato Paulista: 1957
- Pentagonal de Guadalajara: 1960

Internacional
Campeão Gaúcho de 1961

Grêmio
- Campeonato Gaúcho: 1964, 1965, 1966, 1967, 1968

Seleção Brasileira
- Taça Bernardo O'Higgins: 1966

### Como treinador
Avaí
- Campeonato Catarinense: 1988[1]

Figueirense
- Copa Santa Catarina: 1990

ABC
- Campeonato Potiguar: 1993